# Paul Staes
Paul M.J. Staes (ur. 3 grudnia 1945 w Berchem w Antwerpii, zm. 13 listopada 2024) – belgijski polityk, ekolog i dziennikarz, od 1984 do 1994 poseł do Parlamentu Europejskiego II i III kadencji, od 1995 do 1999 senator.

## Życiorys
Kształcił się w Wielkiej Brytanii w Stonyhurst College, następnie studiował na Uniwersytecie Johanna Wolfganga Goethego we Frankfurcie nad Menem. Pracował jako dziennikarz dziennika „Het Nieuwsblad” (1968–1979). Następnie do 1984 pracował jako doradca do spraw komunikacji w fundacji Koning Boudewijnstichting, powołanej z okazji ćwierćwiecza panowania króla Baldwina I. Działał w organizacji Red de Voorkempen, skutecznie blokującej budowanie kanału z portu w Antwerpii do kanału Alberta. Został także członkiem władz WWF we Flandrii i działaczem organizacji chroniącej lasy flamandzkie. Opublikował książki Vruchten van de pijnboom (1980) oraz Milieumemoires (1982).
Zaangażował się w działalność partii ekologicznej Agalev. Z jej ramienia w 1984 i 1989 uzyskiwał mandat posła do Parlamentu Europejskiego II i III kadencji. W II kadencji był członkiem Grupy Tęcza, w tym od września do listopada 1987 i od września do listopada 1988 jej przewodniczącym. W III kadencji dołączył do Grupy Zielonych, od czerwca 1991 do końca kadencji będąc jej szefem. W Europarlamencie był m.in. wiceprzewodniczącym Delegacji ds. stosunków z państwami Europy Wschodniej – Grupy II (1987–1989) i wiceprzewodniczącym Delegacji ds. stosunków z państwami Ameryki Środkowej i Meksyku (1989–1992).
Za namową lidera Chrześcijańskiej Partii Ludowej Johana Van Hecke związał się z flamandzkimi chadekami. W 1995 został wybrany do Senatu z ramienia tej partii, wykonując mandat do 1999. W tym samym okresie zasiadał w Zgromadzeniu Parlamentarnym Rady Europy. Wraz z Johanem Van Hecke współtworzył później nowe ugrupowanie pod nazwą Nieuwe Christen-Democraten, z którym w 2002 dołączył do Flamandzkich Liberałów i Demokratów.
W 1999 otrzymał Order Leopolda V klasy. W 2009 wyróżniony za działalność na rzecz ochrony środowiska w gminie Schoten.